# تعدد لغوي

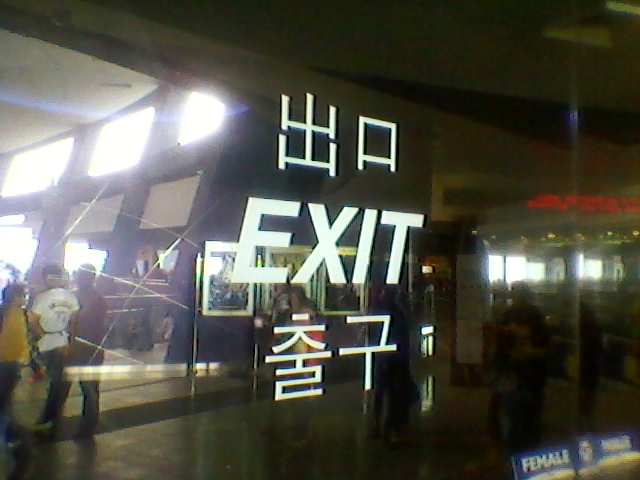
لافته
في سوق آسيوي في الفلبين تستخدم الثنائية اللغوية كلمة exit التي تعني خروج بالإنجليزية وباللغة الكورية واللغة الصينية أو اليابانية.

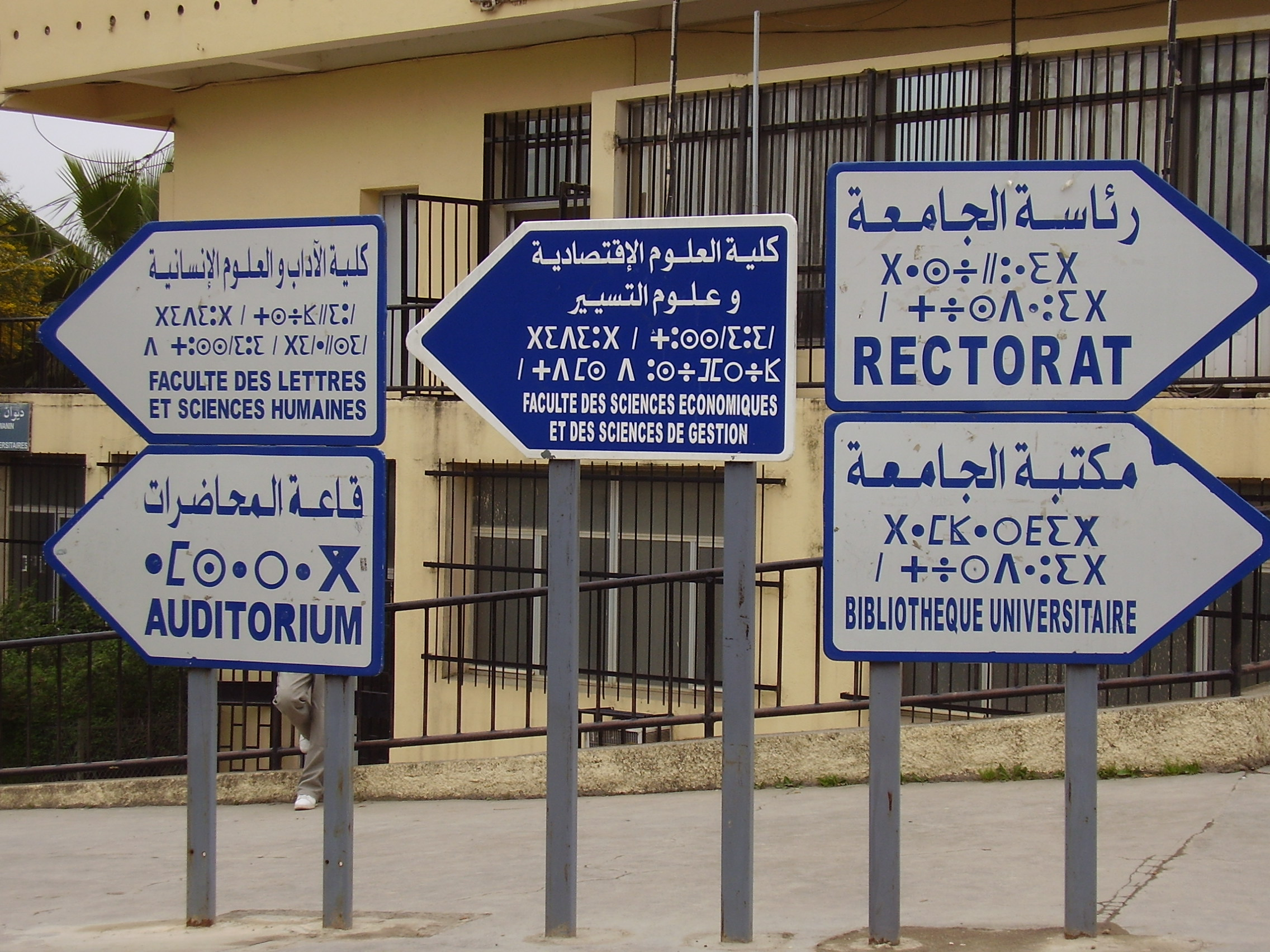
لافتات بالعربية والفرنسية والأمازيغية في الجزائر.

التعدد اللغوي (بالإنجليزية: Multilingualism)‏ هو استخدام متحدث لوحده أو مجموعة من المتحدثين لأكثر من لغة واحدة. يعتقد أن عدد المتحدثين متعددي اللغة يفوق عدد المتحدثين وحيدي اللغة بين سكان العالم. يدعي أكثر من نصف الأوروبيين أنهم يتحدثون لغة واحدة على الأقل فيما عدا لغتهم الأم؛ لكن الكثيرين منهم يقرؤون ويكتبون بلغة واحدة. يعد التعدد اللغوي مفيدًا للأشخاص الراغبين بالمشاركة في التجارة، والعولمة والانفتاح الثقافي. بسبب سهولة الوصول إلى المعلومات التي وفرتها شبكة الإنترنت، فإن تعرض الأفراد لأكثر من لغة أصبح ممكنًا. يطلق أيضًا على الأشخاص الذين يتحدثون عدة لغات متعددي اللغات.
تعلم المتحدثون متعددو اللغات لغة واحدة على الأقل خلال طفولتهم وحافظوا عليها، وهي ما تسمى اللغة الأولى (إل1). يتم تعلم اللغة الأولى (يشار إليها أحيانًا باللغة الأم) عادة بدون تعليم رسمي، من خلال آليات يختلف حولها العلماء. يطلق على الأطفال الذين يتعلمون لغتين بشكل فطري من السنوات الأولى بأنهم ثنائيي اللغة في وقت متزامن. من الشائع أن يكون ثنائيو اللغة من الشباب أكثر إتقانًا لإحدى اللغات أكثر من الأخرى.
وردت تقارير عن أن الأشخاص الذين يتحدثون أكثر من لغة أكثر مهارة في تعلم اللغات مقارنة بأحاديي اللغة.
يمكن اعتبار التعدد اللغوي في الحساب جزءًا من سلسلة متصلة بين التوطين والعولمة. يستخدم تطوير البرامج غالبًا اللغة الإنجليزية نظرًا لوضعها في الحوسبة (لكن ليس في حالة لغات البرمجة التي لا تعتمد على اللغة الإنجليزية). تكون بعض البرامج التجارية في البداية متوفرة بالنسخة الإنجليزية، ويتم إنتاج إصدارات متعددة اللغة، في حال إصدارها، كخيارات بديلة تستند إلى النسخة الإنجليزية الأصلية.

## تاريخه
يعود أول استخدام مسجل لكلمة التعدد اللغوي في اللغة الإنجليزية إلى العقد الأول من القرن التاسع عشر كمزيج من كلمتي متعدد (تعدد) ولغوي (تنسب إلى اللغات، وكانت الكلمة موجودة في العصور الوسطى). من ناحية ثانية فإن الظاهرة قديمة كقدم اللغات المختلفة.
في نفس الوقت، كالعديد من اللغات المختلفة، ما يزال بعض الأشخاص الذين يتحدثون نفس اللغة يواجهون التعدد اللغوي الحديث. تصور اللافتات ثنائية اللغة عددًا كبيرًا من اللغات في مجموعة متنوعة ومتطورة من النصوص مع كل كتابة لها.

## التعريف
يعد تعريف التعدد اللغوي موضوع خاضع للجدل بالطريقة نفسها التي تخضع فيها الطلاقة اللغوية له. في نهاية نوع من التواصل اللغوي، يمكن للمرء أن يعرف التعدد اللغوي على أنه الكفاءة الكاملة في أكثر من لغة وإتقانها. يفترض أن يكون لدى المتحدث معرفة كاملة باللغات وسيطرة عليها وبالتالي يبدو كمتحدث أصلي. في الطرف المقابل، هناك الناس الذين يعرفون جمل كافية للتجول كسياح مستخدمين لغة بديلة. منذ عام 1992، قالت فيفيان كوك إن معظم المتحدثين متعددي اللغة هم في مكان ما بين التعريف الأدنى والتعريف الشمولي. تطلق كوك على هؤلاء الأشخاص اسم متعددي الكفاءة.
إضافة إلى ذلك، لا يوجد تعريف ثابت لما تعنيه اللغة الواضحة. على سبيل المثال، غالبًا ما يختلف العلماء فيما إذا كانت اللغة الأسكتلندية هي لغة في حد ذاتها أم أنها مجرد لهجة من اللغة الإنجليزية. علاوة على ذلك، يمكن أن يتغير تعريف اللغة، وذلك لأسباب سياسية بحتة. أحد الأمثلة على ذلك هو إنشاء اللغة الصربكرواتية كلغة معيارية على أساس اللهجة الهرسكية الشرقية لتكون بمثابة لغة سقف للعديد من اللهجات السلافية الجنوبية؛ بعد تفكك يوغسلافيا انقسمت إلى الصربية والكرواتية والبوسنية والمونتنغرية. مثال آخر على ذلك هو رفض القياصرة للغة الأوكرانية كلهجة روسية لتثبيط المشاعر الوطنية. يضطر العديد من أطفال المدارس في الدول المستقلة الصغيرة لتعلم عدة لغات بسبب التفاعلات الدولية المتبادلة. على سبيل المثال، يطلب من جميع الأطفال في فنلندا تعلم ثلاث لغات على الأقل: اللغتين الوطنيتين (الفنلندية والسويدية) ولغة أجنبية واحدة (غالبًا الإنجليزية). يدرس العديد من طلاب المدارس الفنلنديون أيضًا لغات أخرى، كالألمانية والروسية.
في بعض الدول الكبرى التي تحوي عدة لغات كالهند، قد يتعلم أطفال المدارس عدة لغات بحسب مكان إقامتهم في الدولة.
في العديد من البلدان، يحدث التعدد اللغوي من خلال العلاقات الدولية، مما يؤدي في بعض الأحيان إلى ثنائية لغوية بالأغلبية حتى عندما تمتلك البلدان لغة واحدة محلية رسمية فقط، خاصة مع كون اللغة الإنجليزية هي لغة التواصل العالمية المشتركة. يحدث ذلك غالبًا في المناطق الجرمانية مثل الدول الإسكندنافية والبنلوكس وبين الناطقين بالألمانية، لكنه يتوسع أيضًا في بعض البلدان غير الجرمانية.

## اكتسابه
إحدى وجهات النظر الصادرة عن الخبير اللغوي نعوم تشومسكي فيما يطلق عليه أداة اكتساب اللغة البشرية- آلية تمكّن المتعلم من إعادة صياغة القواعد وبعض الخصائص الأخرى للغة التي يستخدمها المتحدثون المحيطون به بطريقة صحيحة. هذه الأداة، وفقًا لتشومسكي تبلى مع مرور الوقت، ولا تبقى عادةً عند الوصول إلى سن البلوغ، ويستخدمها لتفسير النتائج الضعيفة التي يحصل عليها بعض المراهقين والبالغين عند تعلم مفاهيم لغة ثانية (إل2).
إذا اعتبرنا تعلم اللغة عملية معرفية، بدلًا من كونه أداة لاكتساب لغة، كما تقترح المدرسة برئاسة ستيفن كراشن، بأنه سيكون هناك اختلافات نسبية فقط وليست قطعية بين نوعي تعلم اللغة.
يقتبس رود إليس من أبحاث وجدت أنه كلما تعلم الأطفال لغة ثانية بشكل أبكر، فإنهم سيكونون أفضل بكثير من حيث نطقها. تقدم المدارس الأوروبية لطلابها عمومًا فصول لدراسة اللغة الثانية في وقت مبكر، بسبب الترابط مع الدول المجاورة ذات اللغات المختلفة. معظم الطلاب الأوروبيون يدرسون حاليًا لغتين أجنبيتين على الأقل، وهي عملية دعمها الاتحاد الأوروبي بشدة.
استنادًا إلى البحث الذي أجرته آن فاثمان بعنوان العلاقة بين العمر والقدرة الإنتاجية للغة الثانية، فإنه يوجد اختلاف في معدل تعلم بنية اللغة الإنجليزية، وتركيب الجمل وعلم الأصوات فيها بناءً على الاختلافات في العمر، لكن ترتيب القدرة على اكتساب لغة ثانية لا يتغير مع التقدم في العمر.
في الصفوف المدرسية الخاصة باللغة الثانية، يواجه الطلاب صعوبات في التفكير باستخدام اللغة الهدف بسبب تأثرهم باللغة الأصلية والأنماط الثقافية المحيطة بهم. روبرت بي كابلان يعتقد أنه لم يتم التركيز على صفوف اللغة الثانية وصحيفة الطالب الأجنبي لأن الطالب الأجنبي يستخدم الخطابة وتسلسل الأفكار الذي يخالف توقعات القارئ المحلي.
الطلاب الأجانب الذين أتقنوا البنية النسقية برهنوا على عجزهم عن تأليف القدر الكافي من المواضيع، والأوراق العلمية والرسائل الفصلية والأطروحات. يصف روبرت بي كابلان كلمتين مفتاحيتين تؤثران على الأشخاص عند تعلم لغة ثانية. المنطق في المعنى الشعبي، بدلًا من المعنى المنطقي للكلمة، هو أساس البلاغة وينشأ من الثقافة؛ وليس عالميًا. البلاغة ليست عالمية أيضًا، لكنها تختلف من ثقافة إلى أخرى وحتى من وقت إلى آخر ضمن الثقافة نفسها.
معلمو اللغة يعرفون كيف يتوقعون الاختلافات في اللفظ والتراكيب في اللغات المختلفة، لكن قد تكون الاختلافات في البلاغة بالنسبة لهم أقل وضوحًا، أي الطريقة التي يستخدمون فيها اللغة لتحقيق أغراض مختلفة، بشكل خاص في الكتابة.
الأشخاص الذين يتعلمون عدة لغات قد يواجهون تداخلًا لغويًا إيجابيًا- وهي العملية التي تجعل تعلم لغات إضافية أكثر سهولة إذا كانت قواعد أو مفردات اللغة الجديدة مشابهة للغات التي يتحدث بها مسبقًا. من ناحية ثانية، يمكن أن يعاني الطلاب من تداخل لغوي سلبي- تشويش اللغات التي يتحدثونها مسبقًا في مرحلة مبكرة من التقدم مع تعلم لغة جديدة في وقت لاحق من الحياة.

## متعددو اللغات المفرطون
يطلق على هذه الفئة اللغات المفرطون (بالإنجليزية: Hyperpolyglots) في حين أن العديد من متعددي اللغات يعرفون ما يصل إلى ست لغات، فإن العدد ينخفض بشكل حاد بعد هذه المستوى. فرط تعدد اللغات يشير إلى أولئك القادرين على التحدث بأكثر من هذا العدد. ومنهم على سبيل المثال جوزيب كاسبر ميزوفانتي، الذي كان كاهنًا إيطاليًا اشتهر بقدرته على التحدث في أي مكان من 30 إلى 72 لغة. ولا تزال أسباب هذه القدرة اللغوية المتقدمة قيد البحث من المتخصصين. تشير إحدى النظريات أن ارتفاع مستويات هرمون التستوستيرون عند الطفل أثناء وجوده في الرحم يمكن أن يزيد من عدم تناسق الدماغ، والذي قد يتعلق بالموسيقى والقدرة اللغوية، إضافة إلى تأثيرات أخرى.
في حين أن مصطلح "متلازمة الموهوب" ( بالإنجليزية Savant syndrome) يشير عمومًا إلى شخص لديه موهبة طبيعية و / أو فطرية في مجال معين، فإن الأشخاص الذين تم تشخيصهم بهذه المتلازمة، هم في العادة أشخاص يعانون من إعاقات عقلية كبيرة، وتظهر لديهم مهارات وقدرات هائلة واستثنائية تتجاوز بكثير ما لدى الأشخاص الطبيعيين، بما في ذلك أحيانًا قدرة اللغات. هذه الحالة ترتبط بالزيادة في قدرة الذاكرة، مما يساعد في تخزين واسترجاع اللغة. في عام 1991، على سبيل المثال، بحث العالمان نيل سميث وإيانثي ماريا تسيمبلي حالة لشخص يدعى كريستوفر؛ وهو رجل حاصل على معدل ذكاء غير لفظي بين 40 و70، ويعرف ست عشرة لغة. وُلد كريستوفر عام 1962 وبعد حوالي ستة أشهر من ولادته، شخص الأطباء حالته بأنه يعاني من تلف في الدماغ. وعلى الرغم من وجود كرستوفر في مأوى للرعاية حيث أنه لم يكن قادرًا على الاعتناء بنفسه، فقد كان لديه معدل ذكاء لفظي يبلغ 89، وكان قادرًا على التحدث باللغة الإنجليزية بلا صعوبة، ويملك القدرة أيضاً على تعلم اللغات الأخرى بسهولة واضحة. يعتبر هذه القدرة في اللغة والتواصل غير مألوفة بين ذوي متلازمة الموهوب.

## أمثلة

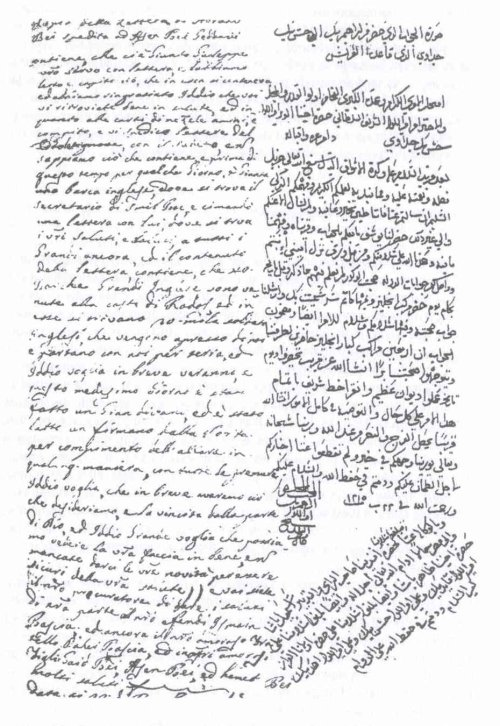
خطاب بالعربي والفرنسي أثناء الحملة الفرنسية